# Magno (cônsul em 460)
Magno (em latim: Magnus) foi romano antigo do século V. Descendia de Filágrio. Era neto de Agrícola e pai de Araneola, Magno Félix e Probo. Teve um irmão de nome incerto e foi tio de Camilo. Serviu como mestre dos ofícios na Hispânia e prefeito pretoriano da Gália (final de 458) sob o imperador Majoriano (r. 457–461). Em 460, foi cônsul com Apolônio. Estava em Arles em 461 no banquete imperial descrito por Sidônio Apolinário. Tinha interesse em assuntos literários e Sidônio citou-o como autoridade no emprego de tecnicalidades científicas na poesia. Suas qualidades foram enaltecidas pelo mesmo autor, a quem recebeu com hospitalidade.